# Gadid
Gadid (hebrejsky: גָּדִיד) byla izraelská osada a mošav nacházející se zhruba ve středu pásu osad Guš Katif v Pásmu Gazy, jejíž obyvatele byli vystěhováni v rámci Izraelského plánu jednostranného stažení v roce 2005. Původ jména osady pochází z Bible, kde označoval čas sklizně v této oblasti.

## Dějiny
Gadid byl založen v roce 1982 jako ortodoxní mošav skupinou 22 rodin, převážně nových imigrantů z Francie, a rodinami z Bnej Akiva Mizrachi. Většina obyvatel Gadidu si vydělávala na živobytí pěstitelstvím ve sklenících, kde pěstovali zejména zeleninu (rajčata), květiny a byliny. Specifikem Gadidu byla skutečnost, že každá rodina měla svoji zemědělskou půdu před svým domem. Osada také v roce 1999 sloužila jako absorpční centrum pro nové imigranty z Francie. Mezi významná specifika patřila také výroba bylinných léků, kterou se zabývala rodina Barbej.
Obyvatelé osady Gadid byli 19. srpna 2005 nuceně vystěhováni izraelskou armádou a izraelskou policií v rámci plánu jednostranného stažení. Krátce na to byly jejich domy zdemolovány a oblast předána pod správu Palestinců.

## Demografie
Obyvatelstvo obce Gadid bylo v databázi rady Ješa popisováno jako nábožensky založené. Šlo o menší sídlo vesnického typu. K 31. prosinci 2004 zde žilo 324 lidí. Během roku 2004 populace obce vzrostla o 12,1 %.
| Rok            | 1999 | 2000 | 2001 | 2002 | 2003 | 2004 |
| -------------- | ---- | ---- | ---- | ---- | ---- | ---- |
| Počet obyvatel | 259  | 289  | 272  | 298  | 289  | 324  |